# Теорема Лиувилля о сохранении фазового объёма
Теоре́ма Лиуви́лля, названная по имени французского математика Жозефа Лиувилля, является ключевой теоремой в математической физике, статистической физике и гамильтоновой механике.
Теорема утверждает сохранение во времени фазового объёма, или плотности вероятности в фазовом пространстве.

## Формулировка
Функция распределения гамильтоновой системы постоянна вдоль любой траектории в фазовом пространстве.

## Уравнение Лиувилля
Уравнение Лиувилля описывает эволюцию во времени функции распределения (плотности вероятности) гамильтоновой системы в {\displaystyle 6N}-мерном фазовом пространстве ({\displaystyle N} — количество частиц в системе). Рассмотрим гамильтонову систему с координатами {\displaystyle q_{i}} и сопряжёнными импульсами {\displaystyle p_{i}}, где {\displaystyle i=1,\dots ,d,\;d=3N}. Тогда распределение в фазовом пространстве {\displaystyle \rho (p_{i},q_{i})} определяет вероятность {\displaystyle \rho (p,q)\,\mathrm {d} ^{d}q\,\mathrm {d} ^{d}p} того, что система будет находиться в элементе объёма {\displaystyle \mathrm {d} ^{d}q\,\mathrm {d} ^{d}p} своего фазового пространства.
Уравнение Лиувилля описывает эволюцию {\displaystyle \rho (p_{i},q_{i};t)} во времени {\displaystyle t} согласно правилу нахождения полной производной функции с учётом несжимаемости потока в фазовом пространстве:
{\displaystyle {\frac {\mathrm {d} \rho }{\mathrm {d} t}}={\frac {\partial \rho }{\partial t}}+\sum _{i=1}^{d}\left({\frac {\partial \rho }{\partial q_{i}}}{\frac {\mathrm {d} q_{i}}{\mathrm {d} t}}+{\frac {\partial \rho }{\partial p_{i}}}{\frac {\mathrm {d} p_{i}}{\mathrm {d} t}}\right)=0.}
Производные фазовых координат по времени для гамильтоновых систем описываются согласно уравнениям Гамильтона:
{\displaystyle {\dot {q}}_{i}\equiv {\frac {\mathrm {d} q_{i}}{\mathrm {d} t}}={\frac {\partial H}{\partial p_{i}}},}
{\displaystyle {\dot {p}}_{i}\equiv {\frac {\mathrm {d} p_{i}}{\mathrm {d} t}}=-{\frac {\partial H}{\partial q_{i}}}.}
Простое доказательство теоремы состоит в наблюдении, что эволюция {\displaystyle \rho } определяется уравнением неразрывности (непрерывности):
{\displaystyle {\frac {\partial \rho }{\partial t}}+\nabla (\rho \,\mathbf {v} )={\frac {\partial \rho }{\partial t}}+\rho \operatorname {div} \mathbf {v} +\mathbf {v} \operatorname {grad} \rho =0,}
где {\displaystyle \mathbf {v} } — скорость перемещения исследуемого объёма фазового пространства:
{\displaystyle \nabla (\rho \,\mathbf {v} )=\sum _{i=1}^{d}\left({\frac {\partial (\rho {\dot {q}}_{i})}{\partial q_{i}}}+{\frac {\partial (\rho {\dot {p}}_{i})}{\partial p_{i}}}\right)}
и замечанием, что разность между этим выражением и уравнением Лиувилля определяется только слагаемым, описывающим дивергенцию, а именно её отсутствие, что означает отсутствие источников или стоков плотности вероятности:
{\displaystyle \rho \operatorname {div} \mathbf {v} =\rho \sum _{i=1}^{d}\left({\frac {\partial {\dot {q}}_{i}}{\partial q_{i}}}+{\frac {\partial {\dot {p}}_{i}}{\partial p_{i}}}\right)=\rho \sum _{i=1}^{d}\left({\frac {\partial ^{2}H}{\partial q_{i}\,\partial p_{i}}}-{\frac {\partial ^{2}H}{\partial p_{i}\,\partial q_{i}}}\right)=0,}
где {\displaystyle H} — гамильтониан, и были использованы уравнения Гамильтона. Это можно представить как движение через фазовое пространство «потока жидкости» точек системы. Теорема означает, что производная Лагранжа или субстанциональная производная плотности {\displaystyle d\rho /dt} равна нулю. Это следует из уравнения непрерывности, так как поле скоростей {\displaystyle ({\dot {p}},{\dot {q}})} в фазовом пространстве бездивергентно, что в свою очередь вытекает из гамильтоновых уравнений для консервативных систем.

## Геометрическая интерпретация
Рассмотрим траекторию малого пятна (множества точек) в фазовом пространстве. Перемещаясь вдоль множества траекторий, пятно растягивается в одной координате, скажем — {\displaystyle p_{i}} — но сжимается по другой координате {\displaystyle q_{i}} так, что произведение {\displaystyle \Delta p_{i}\,\Delta q_{i}} остаётся константой. Площадь пятна (фазовый объём) не изменяется.
Более точно, фазовый объём {\displaystyle \Gamma } сохраняется при сдвигах времени. Если
{\displaystyle \int \limits _{\Gamma }d^{d}q\,d^{d}p=C,}
и {\displaystyle \Gamma (t)} — множество точек фазового пространства, в которое может эволюционировать множество {\displaystyle \Gamma } в момент времени {\displaystyle t}, тогда
{\displaystyle \int \limits _{\Gamma (t)}d^{d}q\,d^{d}p=C}
для всех времён {\displaystyle t}. Объём фазового пространства гамильтоновой системы сохраняется, поскольку эволюция во времени в гамильтоновой механике — это каноническое преобразование, а все канонические преобразования имеют единичный якобиан.

## Через симплектическую форму
Пусть {\displaystyle (M,\omega )} — симплектическое многообразие и {\displaystyle H\colon M\to \mathbb {R} } — гладкая функция.
Пусть {\displaystyle V} есть симплектический градиент {\displaystyle H}, то есть векторное поле удовлетворяющее соотношению 
{\displaystyle dH(X)=\omega (V,X)}
для любого векторного поля {\displaystyle X}.
Тогда
{\displaystyle {\mathcal {L}}_{V}\omega =0,}
где {\displaystyle {\mathcal {L}}} обозначает производную Ли.
Из этого утверждения следует теорема Лиувилля.
Действительно, из выше приведённого тождества следует, что 
{\displaystyle {\mathcal {L}}_{V}\omega ^{\wedge n}=0,}
а если {\displaystyle M} — {\displaystyle 2n}-мерно, то {\displaystyle \omega ^{\wedge n}} является формой объёма на {\displaystyle M}.

## Физическая интерпретация
Ожидаемое полное число частиц — интеграл по всему фазовому пространству от функции распределения:
{\displaystyle N=\int d^{d}q\,d^{d}p\,\rho (p,q)}
(нормировочный множитель опущен). В простейшем случае, когда частица движется в евклидовом пространстве в поле потенциальных сил {\displaystyle \mathbf {F} } с координатами {\displaystyle \mathbf {x} } и импульсами {\displaystyle \mathbf {p} }, теорему Лиувилля можно записать в виде
{\displaystyle {\frac {\partial \rho }{\partial t}}+\mathbf {v} \cdot \nabla _{\mathbf {x} }\rho +{\frac {\mathbf {F} }{m}}\cdot \nabla _{\mathbf {p} }\rho =0,}
где {\displaystyle \mathbf {v} ={\dot {\mathbf {x} }}} — скорость. В физике плазмы это выражение называется уравнением Власова или бесстолкновительным уравнением Больцмана и используется, чтобы описать большое число бесстолкновительных частиц, двигающихся в самосогласованном поле сил {\displaystyle \mathbf {F} }.
В классической статистической механике число частиц {\displaystyle N} велико, порядка числа Авогадро. В стационарном случае {\displaystyle \partial \rho /\partial t=0} можно найти плотность микросостояний, доступных в данном статистическом ансамбле. Для стационарных состояний функции распределения {\displaystyle \rho } равна любой функции гамильтониана {\displaystyle H}, например, в распределении Максвелла-Больцмана {\displaystyle \rho \sim e^{-H/kT}}, где {\displaystyle T} — температура, {\displaystyle k} — постоянная Больцмана.

## Запись через скобку Пуассона
Используя скобку Пуассона, имеющее в канонических координатах {\displaystyle (q^{i},p_{j})} вид
{\displaystyle \{A,B\}=\sum _{i=1}^{N}\left(-{\frac {\partial A}{\partial q^{i}}}{\frac {\partial B}{\partial p_{i}}}+{\frac {\partial A}{\partial p_{i}}}{\frac {\partial B}{\partial q^{i}}}\right),}
уравнение Лиувилля (другое название: уравнение Лиувилля — фон Неймана) для гамильтоновых систем приобретает вид
{\displaystyle {\frac {\partial \rho }{\partial t}}=-\{\rho ,H\}.}

## Запись с использованием оператора Лиувилля
При помощи оператора Лиувилля
{\displaystyle i{\hat {L}}=\sum _{i=1}^{d}\left[{\frac {\partial H}{\partial p_{i}}}{\frac {\partial }{\partial q_{i}}}-{\frac {\partial H}{\partial q_{i}}}{\frac {\partial }{\partial p_{i}}}\right]}
уравнение для гамильтоновых систем приобретает вид
{\displaystyle {\frac {\partial \rho }{\partial t}}+i{\hat {L}}\rho =0.}

## Замечания
- Каноническое квантование даёт квантовомеханическую версию теоремы.

Эта процедура, часто используемая, чтобы получить квантовые аналоги классических систем, вовлекает описание классической системы, используя гамильтонову механику. Классическим переменным тогда дают иное толкование, а именно, как квантовые операторы, в то время как скобки Пуассона заменены коммутаторами. В этом случае получается уравнение
{\displaystyle {\frac {\partial }{\partial t}}\rho ={\frac {1}{i\hbar }}[H,\rho ],}
где ρ матрица плотности. Это уравнение называется уравнением фон Неймана и описывает эволюцию квантовых состояний гамильтоновых систем.
- Уравнение Лиувилля верно для равновесных и неравновесных систем. Это фундаментальное уравнение неравновесной статистической механики.

- Предположение о несжимаемости фазового потока, то есть выполнение условия

{\displaystyle \sum _{i=1}^{d}\left({\frac {\partial }{\partial q_{i}}}{\frac {\mathrm {d} q_{i}}{\mathrm {d} t}}+{\frac {\partial }{\partial p_{i}}}{\frac {\mathrm {d} p_{i}}{\mathrm {d} t}}\right)=0,} 
является существенным. В общем случае произвольной динамической системы
{\displaystyle {\dot {q}}_{i}=Q_{i}(\mathbf {p} ,\mathbf {q} ,t),\quad {\dot {p}}_{i}=P_{i}(\mathbf {p} ,\mathbf {q} ,t)} 
уравнение для эволюции во времени плотности {\displaystyle \rho (\mathbf {p} ,\mathbf {q} ,t)} распределения частиц в фазовом пространстве получается из уравнения баланса
{\displaystyle \rho (\mathbf {p} ',\mathbf {q} ',t')\,d\Lambda '=\rho (\mathbf {p} ,\mathbf {q} ,t)\,d\Lambda ,} 
{\displaystyle t'=t+dt,\quad p_{i}'=p_{i}+P_{i}\,dt,\quad q_{i}'=q_{i}+Q_{i}\,dt,\quad d\Lambda '=d\Lambda \left[1+dt\sum _{i=1}^{d}\left({\frac {\partial Q_{i}}{\partial q_{i}}}+{\frac {\partial P_{i}}{\partial p_{i}}}\right)\right]} 
(последнее соотношение — это масштабирование элемента фазового объёма при бесконечно малом перемещении вдоль фазовой траектории). Итоговое уравнение имеет вид
{\displaystyle {\frac {\partial \rho }{\partial t}}+\sum _{i=1}^{d}\left({\frac {\partial (\rho Q_{i})}{\partial q_{i}}}+{\frac {\partial (\rho P_{i})}{\partial p_{i}}}\right)=0}
(см. также Уравнение Фоккера — Планка) и в случае  {\displaystyle Q_{i}=\partial H/\partial p_{i},\ P_{i}=-\partial H/\partial q_{i}} совпадает с уравнением Лиувилля.